# Daniel de Carvalho (político)
Daniel Serapião de Carvalho (Itabira, 9 de outubro de 1887 — Rio de Janeiro, 30 de março de 1966) foi um advogado, banqueiro e político brasileiro.
Pelo Partido Republicano (PR), foi deputado federal constituinte de Minas Gerais em 1946 e em 1950. Foi ministro da Agricultura no Governo Gaspar Dutra, de 15 de outubro de 1946 a 27 de abril de 1950.
Filho de Antônio Serapião de Carvalho e Ana Utsch de Carvalho, realizou seus estudos básicos no Ginásio de Barbacena. Tornou-se bacharel pela Faculdade de Direito de Belo Horizonte em 1909. Ainda quando estudante, envolveu-se no magistério e na imprensa. Teve uma breve carreira no serviço público, chegando a ser amanuense e chefe do Departamento da Secretaria de Agricultura.

## Obras
Daniel Serapião de Carvalho publicou artigos e contribuiu com jornais. Além disso, chegou a publicar alguns livros sobre Economia, Política e Comunicação.
- Notícia Histórica sobre o Algodão em Minas, RJ, 1916
- Convênio entre Minas e São Paulo, BH, 1926
- O Imposto sobre a Renda no Brasil, RJ, 1929
- Teófilo Otoni, Campeão da Liberdade, RJ, 1934
- Discursos e Conferências, RJ, 1941
- Estudos de Economia e Finanças, RJ, Agir, 1946
- Estudos e Depoimentos, 1ª série, RJ, J.O., 1953.

## Carreira
Além da vida política, Daniel Serapião de Carvalho trabalhou em diferentes empresas e chegou a ser professor.
- Inspetor da Fazenda - 1912
- Secretário do ministro da Fazenda Francisco Sales
- Inspetor no Rio Grande do Sul e no estado de Alagoas
- Professor de Geografia e História no Ginásio Mineiro, em Minas Gerais
- Consultor jurídico da Secretaria de Agricultura.
- Chefe de Gabinete de Raul Soares, secretário da Agricultura - 1915
- Foi nomeado ministro da Marinha na República - 1930
- Secretário de Agricultura - 1922 a 1926.
- Deputado Federal - de 1927 a 29 e de 1933 a 1937
- Consultor Jurídico da Comissão de Planejamento da Siderurgia Nacional
- Diretor-secretário da Companhia Siderúrgica Nacional
- Constituinte e deputado federal - 1946
- Ministro da Agricultura no governo do Marechal Eurico Dutra - 1946
- Deputado Federal - 1950
- Presidente do Automóvel Clube de Minas Gerais
- Vice-presidente da Cruz Vermelha Brasileira
- Vice-presidente da Associação Comercial do Rio de Janeiro
- Professor catedrático de Direito da PUC/RJ e da Faculdade de Ciências Econômicas
- Fez parte da OAB.